# Royal Zoute Golf Club

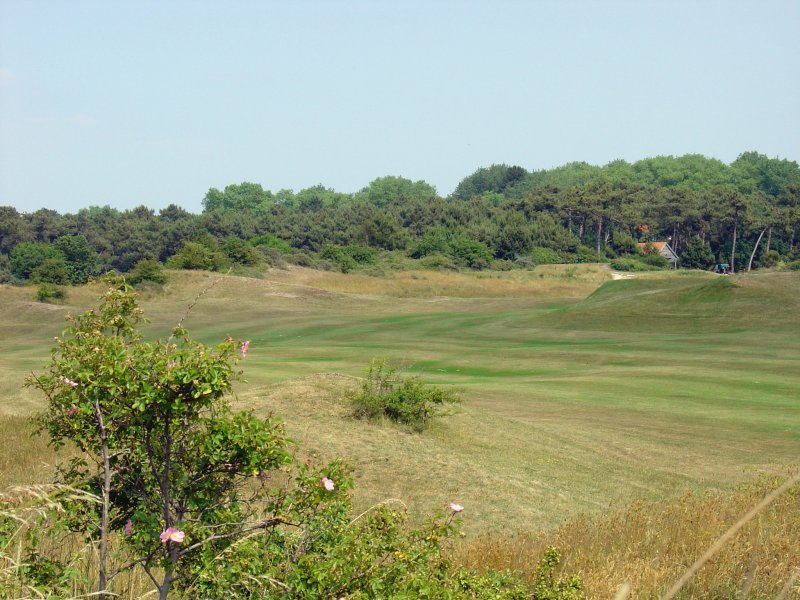
Een baan in de duinen

De Royal Zoute Golf Club is een Belgische golfclub in Knokke-Heist in West-Vlaanderen.

## Geschiedenis
De club werd in 1899 opgericht, maar hoorde de eerste tien jaar nog bij de Brugge Golf & Sports Club. Er waren toen al 18 holes. 
In 1909 werd Zoute een zelfstandige club onder de naam Knocke Golf Club, en er werd het clubhuis gebouwd,
Tijdens de Eerste Wereldoorlog werd er niet gespeeld omdat de Duitsers de baan gebruikten om bunkers aan te leggen. Na de oorlog werd een nieuwe baan aangelegd, en de club leefde voort met de naam Zoute Golf Club. Er werd ook een tweede baan aangelegd, dichter bij zee, maar die heeft de Tweede Wereldoorlog niet overleefd. In 1925 kreeg de club het predicaat Koninklijk.
Na de Tweede Wereldoorlog werden twee nieuwe 'links' banen aangelegd door de Britse Lt Col. Allen, de huidige par-72 Championship Course en de par-64 Executive Course. In 1946 was de club een van de oprichtende verenigingen van de Koninklijke Belgische Golf Federatie.

## Het Belgisch Open
Alleen het Frans Open is ouder dan het Belgisch Open, dat voor het eerst in 1910 is gespeeld. Het derde Belgisch Open vond op Het Zoute plaats in 1912, hetzelfde jaar dat het eerste Open in Nederland kwam. Het is sindsdien nog zeven keer op deze baan gespeeld.
| Nr | Jaar | Naam          | Winnaar              | Land                |
| -- | ---- | ------------- | -------------------- | ------------------- |
| 1  | 1912 | Belgian Open  | Charles Warren       | Verenigd Koninkrijk |
| 2  | 1950 | Belgian Open  | Roberto de Vicenzo   | Argentinië          |
| 3  | 1992 | Piaget Open   | Miguel Ángel Jiménez | Spanje              |
| 4  | 1993 | Dunhill Open  | Darren Clarke        | Noord-Ierland       |
| 5  | 1994 | Dunhill Open  | Nick Faldo           | Verenigd Koninkrijk |
| 6  | 1998 | Belgacom Open | Lee Westwood         | Verenigd Koninkrijk |
| 7  | 1999 | Belgacom Open | Robert Karlsson      | Zweden              |
| 8  | 2000 | Belgacom Open | Lee Westwood         | Verenigd Koninkrijk |